# Fernando Kanapkis
Fernando Alfredo Kanapkis García (Montevideo, 6 giugno 1966) è un ex calciatore uruguaiano, di ruolo difensore.

## Carriera

### Club
Durante la sua carriera ha giocato con numerose squadre di club, tra cui anche l'Atlético Mineiro.

### Nazionale
Conta 20 presenze e 5 gol con la nazionale uruguaiana.

## Palmarès

### Club

#### Competizioni nazionali
- Campionato uruguaiano: 1

Danubio: 1988

### Individuale
- Equipo Ideal de América: 1

1993